# Leandro Astelarra
Leandro Bautista Astelarra (9 de desembre de 1883, Capilla del Señor, Buenos Aires - † 24 d'agost de 1943, Bahía Blanca) fou el primer bisbe argentí de la diòcesi de Bahía Blanca.

## Biografia
Entrà molt jove al seminari de Villa Devoto, fou un estudiant brillant, i anà a estudiar a la Universitat Gregoriana de roma. Allà s'hi doctorà en filosofia, en teologia i en dret eclesiàstic i fou ordenat sacerdot el novembre del 1908.
De tornada al seu país, fou nomenat tinent capellà d'Avellaneda, i després secretari de la cúria de La Plata, fins a l'any 1929. Formà part de diversos organismes eclesiàstics, com ara el Cos de Consultors Diocesans, la Comissió de Disciplina i Estudi del Seminari de La Plata, canonge, professor de dret catòlic de la Universitat Catòlica Argentina, entre d'altres. Dirigí el periòdic catòlic El Seminario.
Fou nomenat bisbe de la nova creada diòcesi de Bahía Blanca el 13 de setembre de 1935, fou consagrat a La Plata el 3 de març del 1936 i assumí el càrrec el 23 de març del mateix any.
Durant el seu mandat com a bisbe fundà diverses parròquies i creà un seminari al poble d'Adolfo Gonzales Chaves. També consagrà l'ermita de Nostra Senyora de Luján de la Sierra, al poble de Saavedra, i va beneir l'escut de la ciutat de Bahía Blanca.